# Instinto (sèrie de televisió)
Instinto és una sèrie de televisió espanyola original de Movistar+. Està creada per Teresa Fernández-Valdés, Ramón Campos i Gema R. Neira i produïda per Bambú Producciones. És un thriller eròtic amb Mario Casas com a protagonista en el paper de Marco Mur. La primera temporada es va estrenar al complet el 10 de maig de 2019.

## Sinopsi
Marco (Mario Casas) és un jove empresari que lidera una de les companyies tecnològiques més reeixides del panorama internacional, ALVA, que ara presenta en el mercat el seu últim prototip: CICLÓN, un cotxe elèctric propulsat per turbines que converteixen el vent en energia.
Al costat d'ell treballen el seu amic i company d'estudis, Diego (Jon Arias), i també la dona d'aquest, Bàrbara (Bruna Cusí), l'eficient directora de màrqueting. A l'equip s'incorpora Eva (Silvia Alonso), una jove i ambiciosa enginyera amb molt a ocultar, que trencarà l'equilibri laboral i emocional entre tots dos socis.
Malgrat la seva popularitat, i al contrari que Diego, Marco no és un home que destaqui per la seva vida social. És un solitari al qual ningú aconsegueix accedir des d'un lloc íntim, més enllà de la seva psicòloga, Sara (Miryam Gallego), de la qual és emocionalment dependent.
Els fantasmes de Marco són infinits i, encara que intenta lluitar contra ells, la seva veritable fuita són l'esport i un club privat. En aquest club, cada individu es preocupa solament de rebre plaer i donar curs als seus somnis més eròtics, sense por d'enamorar-se, ja que allí tothom porta el rostre ocult.
Tot canvia quan Marco coneix Carol (Ingrid García-Jonsson), la nova psicopedagoga del seu germà José (Óscar Casas), un jove de 18 anys amb autisme, amb qui manté una relació complexa. I amb Carol començarà un camí en el qual descobrirà qui és el seu pitjor enemic: ell mateix. Al seu costat aprendrà que mai és tard per estimar, encara que això suposi sofrir.

## Repartiment

### 1a temporada

#### Repartiment principal
- Mario Casas – Marco Mur Seco
- Ingrid García-Jonsson – Carolina "Carol" Majó
- Silvia Alonso – Eva Vergara
- Miryam Gallego – Sara Ortuño
- Jon Arias – Diego Bernal
- Bruna Cusí – Bárbara Robles
- Óscar Casas – José Mur Seco

Con la colaboración especial de
- Elvira Mínguez – Dra. Villegas
- i Lola Dueñas com a Laura Mur Seco

#### Repartiment secundari
- Mariola Fuentes com Sonia (Episodi 3 - Episodi ¿?)
- Belén Fabra com Patricia Cabrera Aguín (Episodi 4 - Episodi ¿?)
- Juan Diego Botto com Pol Garrido (Episodi 4 - Episodi ¿?)
- Alberto San Juan com Daniel (Episodi 5 - Episodi ¿?)

#### Repartiment episòdic
- Roger Coma com Nacho (Episodi 1 - Episodi 2)
- Álex Gadea com Raúl Pascual (Episodi 2 - Episodi ¿?)

## Temporades i episodis

### Primera temporada (10 de maig de 2019)
| N.º (serie) | N.º (temp.) | Títol        | Director(s)  | Data d'estrena     |
| ----------- | ----------- | ------------ | ------------ | ------------------ |
| 1           | 1           | «Episodio 1» | Carlos Sedes | 10 de maig de 2019 |
| 2           | 2           | «Episodio 2» | Carlos Sedes | 10 de maig de 2019 |
| 3           | 3           | «Episodio 3» | Carlos Sedes | 10 de maig de 2019 |
| 4           | 4           | «Episodio 4» | Carlos Sedes | 10 de maig de 2019 |
| 5           | 5           | «Episodio 5» | Roger Gual   | 10 de maig de 2019 |
| 6           | 6           | «Episodio 6» | Roger Gual   | 10 de maig de 2019 |
| 7           | 7           | «Episodio 7» | Roger Gual   | 10 de maig de 2019 |
| 8           | 8           | «Episodio 8» | Roger Gual   | 10 de maig de 2019 |